# Italo-etiopici

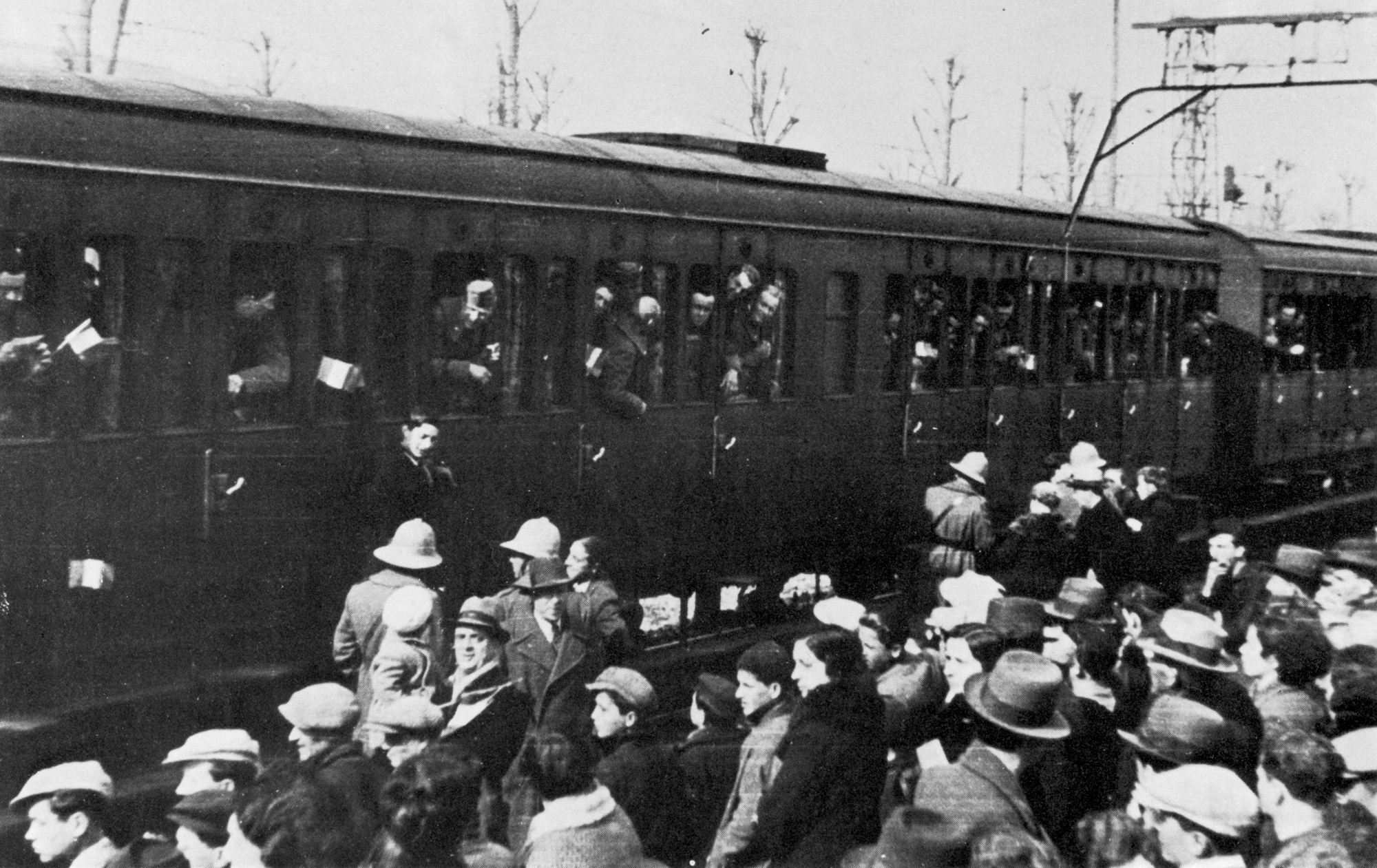
lmmigrati e soldati italiani in partenza nel 1935

Italo-etiopici sono gli italiani che immigrarono in Etiopia dopo il 1936, e i loro discendenti.

## Storia

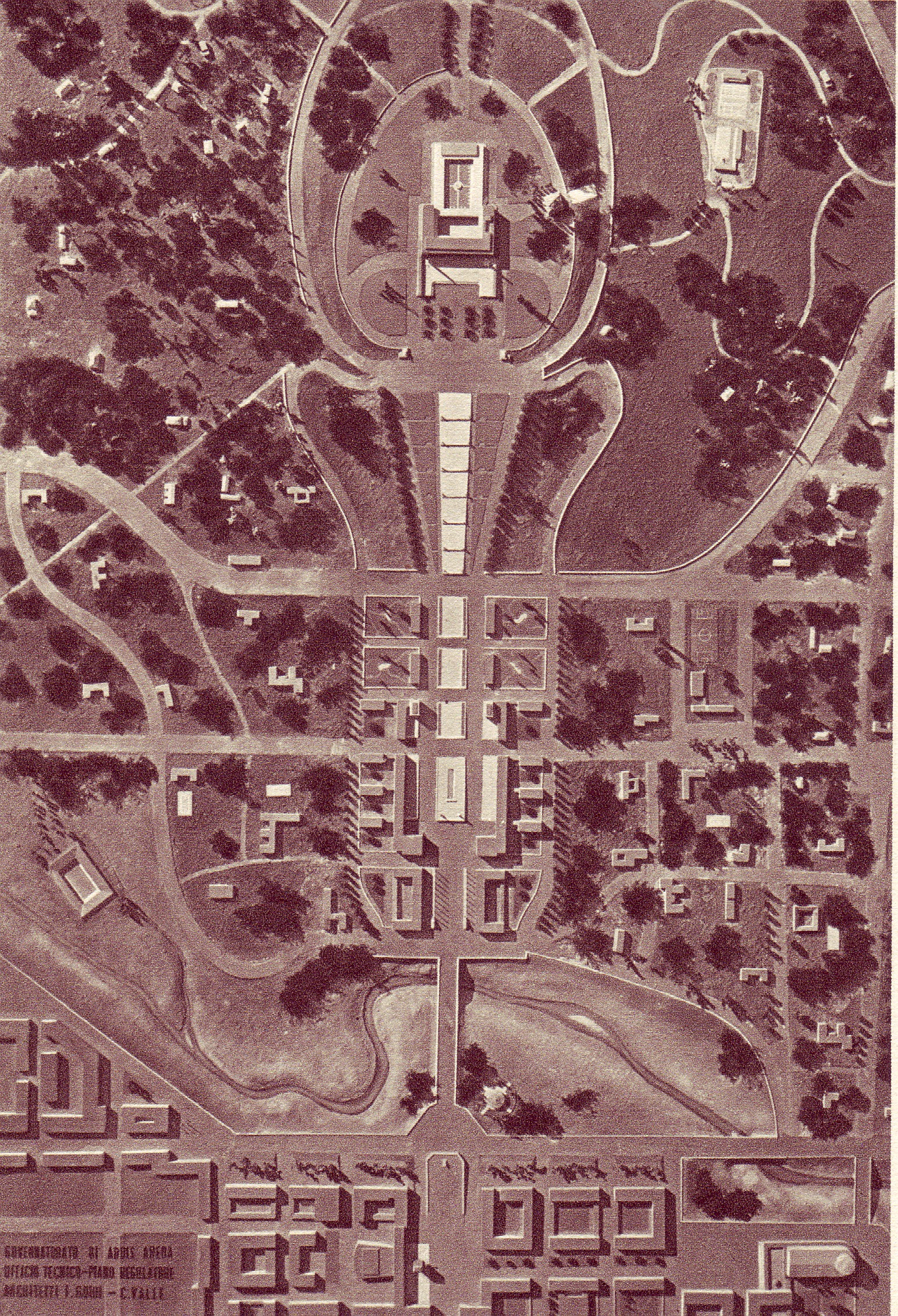
Piano regolatore di Addis Abeba, 1939

L'Etiopia è stata raggiunta da italiani (spesso missionari e commercianti) solo sporadicamente fin dai tempi medievali. Con l'inizio del colonialismo ottocentesco alcuni italiani iniziarono ad esplorare l'altopiano etiopico. La comunità italiana in Etiopia era molto piccola prima della conquista italiana dell'Abissinia: nel 1935 solamente 200 Italiani vivevano nel regno del Negus, quasi tutti ad Addis Abeba.
La colonizzazione italiana dell'Etiopia partì dalla Colonia eritrea a seguito della guerra d'Abissinia (1936). In quegli anni, molti immigrati italiani si trasferirono in Etiopia. Nell'ottobre 1939 gli italo-etiopici erano ufficialmente 35.441, dei quali 30.232 maschi (85,3%) e 5209 femmine (14,7%), quasi tutti residenti in zone urbane . Spesso si trattava di militari ed amministratori appena venuti dall'Italia, in alcuni casi con le loro famiglie. Solamente 3.200 agricoltori italiani si trasferirono in aree agricole, principalmente per via della guerriglia etiope.
La città di Addis Abeba nei progetti del Fascismo doveva diventare il fiore all'occhiello dell'Impero e fu dotata di fognature e servizi anteriormente inesistenti. Fu stabilito inoltre un Piano Urbanistico di completo riassetto della città, che tuttavia non fu avviato per via dell'inizio delle ostilità con l'Impero britannico.
Tra le altre infrastrutture in quegli anni venne costruita la Strada Imperiale tra Addis Abeba e Mogadiscio. Si ipotizzò la costruzione di una nuova ferrovia, si creò un nuovo ospedale ed alcuni uffici amministrativi.
Gli Italiani d'Etiopia diedero vita ad una serie di Compagnie (in forma di Società Anonime, quindi con afflusso di capitale estero), a ciascuna delle quali venne assegnato un campo di ricerca e di attività secondo lo schema del corporativismo fascista.
Le più grandi furono: le Compagnie per il cotone d'Etiopia; per le fibre tessili vegetali; quella italiana Semi e Frutti oleosi; Compagnia etiopica del latte e derivati; etiopica per la lavorazione delle carni; Cementerie d'Etiopia; Compagnia italiana studi e allevamenti zootecnici; Tannini d'Etiopia per l'industria dei laterizi in Etiopia; Compagnie per le pelli gregge d'Etiopia; per le essenze legnose; Compagnia etiopica mineraria; quella nazionale imprese elettriche d'Etiopia; l'ufficio consorziale per forniture e impianti telegrafonici in AOI; la Compagnia per la flora etiopica; Compagnia etiopica degli esplosivi; Industria per la birra dell'AOI; Industria di vastissime proporzioni per i trasporti automobilistici coordinati da un'apposita agenzia (Citao).
Nel quadro dell'attività di ogni singola compagnia si svilupparono numerose aziende particolari, filiali, officine ed indotto vario.
La resistenza della guerriglia etiope (arbegnuoc) e la successiva seconda guerra mondiale impedirono una stabilizzazione della presenza italiana. Vari italo-etiopi furono internati come prigionieri di guerra, altri presero parte alla guerriglia italiana in Africa Orientale fino al 1943.
Dopo la fine della guerra, i pochi italiani rimasti furono usati dal governo etiope nell'amministrazione dello Stato ed alcuni si integrarono con successo nella nascente borghesia etiope.
Il Negus Hailé Selassié protesse la comunità italiana fino a quando non fu deposto da un colpo di Stato nel 1974. I circa 5.000 italo-etiopi rimasti in quell'anno furono costretti ad abbandonare in massa l'Etiopia e le loro proprietà furono nazionalizzate dal regime socialista di Menghistu.
La loro principale organizzazione è l'Associazione Italiana Profughi dall'Etiopia ed Eritrea (AIPEE).
Si stima che nel 1997 solo 80 pensionati italiani vivessero in Etiopia.
Negli anni duemila molte ditte italiane sono tornate ad operare in Etiopia, per cui vi è arrivato un gran numero di tecnici e manager italiani con le loro famiglie, residenti principalmente nell'area metropolitana della capitale etiope .

## Lingua e religione
Tutti gli italo-etiopici sono cattolici e parlano l'italiano, ma parlano l'amarico e l'inglese come seconda lingua. I pochi italo-etiopici delle nuove generazioni sono completamente inseriti nella società etiopica, ma quasi tutti parlano solo amarico ed inglese (con solo qualche parola di italiano). Nella religione, quasi la metà dei membri delle giovani generazioni sono cattolici, mentre altri giovani ragazze o ragazzi si sono convertiti alle chiesa ortodossa etiope.